# اچ‌ام‌اس کانوپوس (۱۸۹۷)
اچ‌ام‌اس کانوپوس (۱۸۹۷) (به انگلیسی: HMS Canopus (1897)) یک کشتی بود که طول آن ۴۳۱ فوت (۱۳۱٫۴ متر) بود. این کشتی در سال ۱۸۹۷ ساخته شد.